# Maupiti

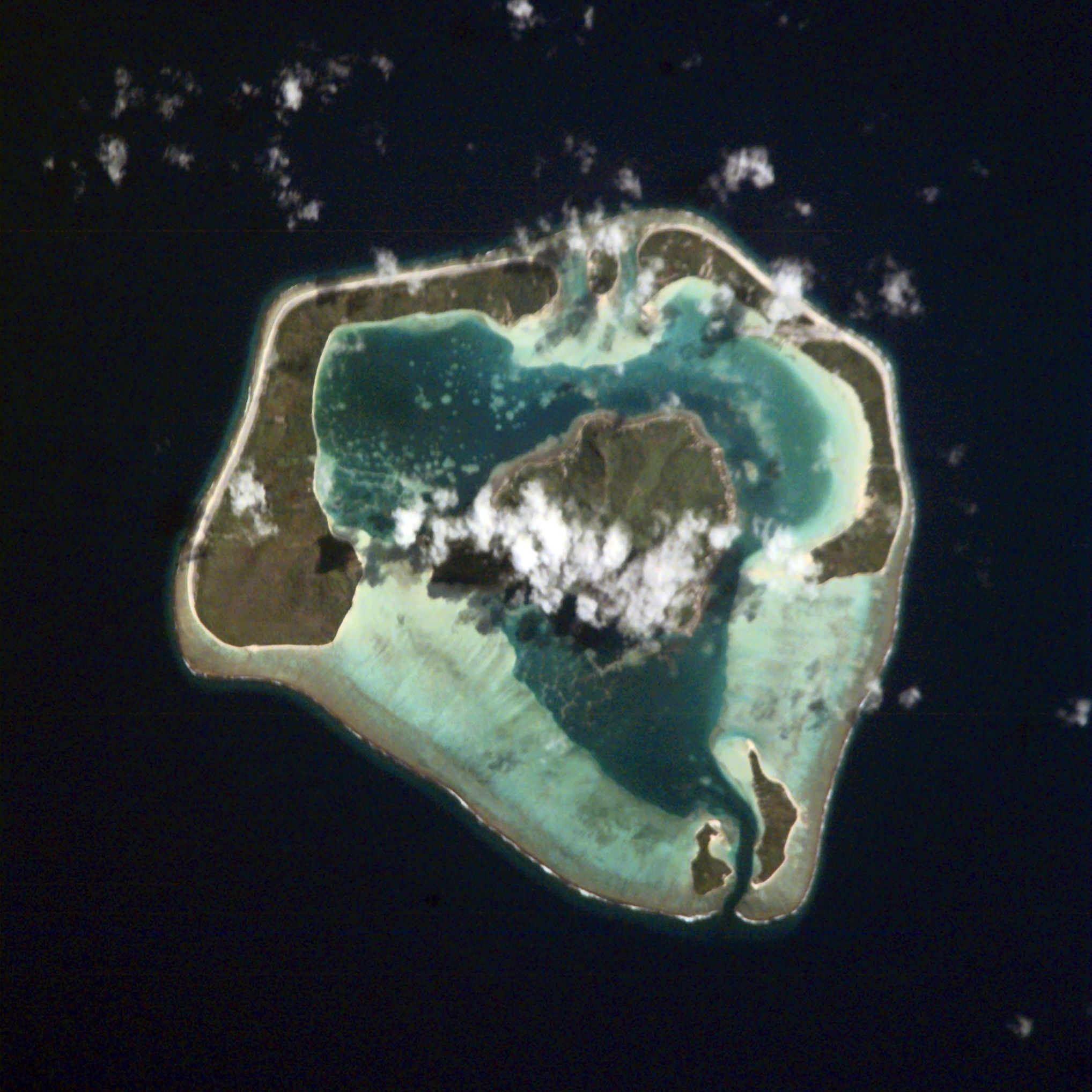
Vista per satèl·lit de Maupiti

Maupiti és una de les illes de Sotavent de les illes de la Societat, a la Polinèsia Francesa. És l'illa volcànica més occidental de l'arxipèlag, a 40 km l'oest de Bora Bora. Les seves coordenades són: 16° 25′ S, 152° 15′ O / 16.417°S,152.250°O.
Maupiti consisteix en una illa de 380 m d'altitud que es troba al mig d'una llacuna envoltada per cinc illots baixos i uns esculls de corall i oberta a l'oceà per dos passos navegables. La superfície terrestre és d'11 km².
La vila principal és Vaiea, amb una població total de 1.192 habitants al cens del 2002. L'activitat principal és el cultiu de síndries i la recol·lecció de copra. El temple protestant és el centre religiós i social de l'illa, encara que els adventistes i els mormons tenen també els seus llocs de culte.
S'hi troben vestigis arqueològics datats al voltant de l'any 850 dC. Es tracta de petròglifs representant tortugues, hams i penjolls de dents de catxalots que són comparables al trobats a Nova Zelanda, però anteriors. El primer europeu que la va veure va ser el neerlandès Jacob Roggeveen, el 1722. Històricament l'illa ha tingut unes relacions estretes amb Bora Bora. Al principi del segle xix va quedar sota la sobirania del gran cap de Bora Bora. El 1877 va entrar en conflicte amb l'illa veïna per litigis sobre l'atol Manuae, i va demanar el protectorat francès.
Històricament es coneixia amb el nom de Maurua, i Domingo Boenechea, el 1775, l'anomenà San Antonio.